# Винью-верде

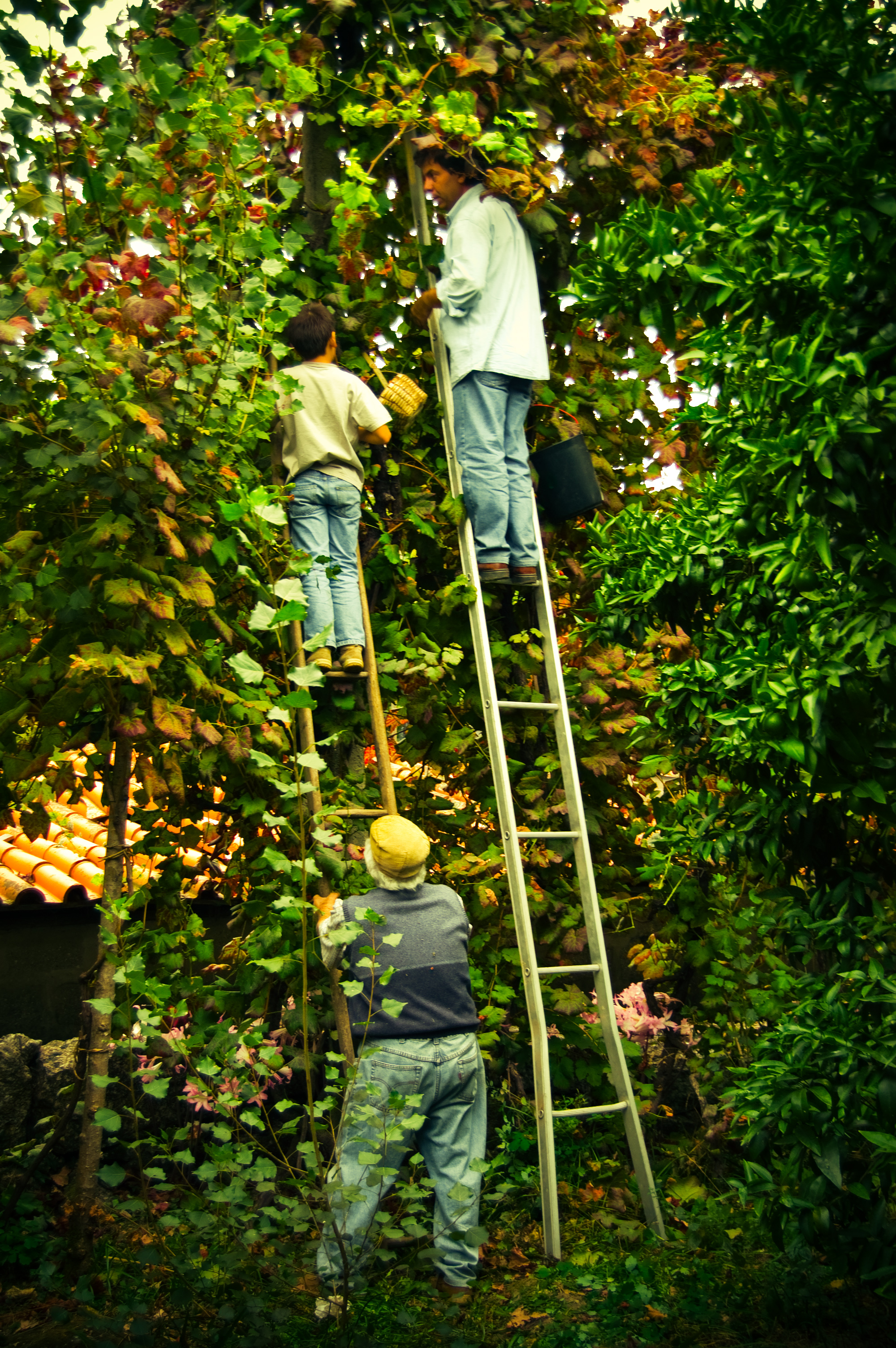
Сбор винограда в области Минью

Ви́нью-ве́рде (порт. Vinho Verde — «зелёное вино») — португальское вино (преимущественно белое) из северной провинции Минью. Отличительная его черта — лёгкая шипучесть. Название вина скорее указывает на его свежесть, чем на цвет продукта. Предназначено для употребления в течение первого года после розлива.
До 1980-х годов под винью-верде понималось слабоалкогольное (9-10%) красное вино из винограда, выращенного местными фермерами на высоких шпалерах по окраинам кукурузных полей, а иногда и огородов. Для многих производителей виноделие было лишь подспорьем. Вскоре после сбора урожая молодое вино разливалось по бутылкам, где продолжалась малолактическая ферментация с выделением пузырьков углекислого газа — отсюда шипучесть. Чтобы скрыть мутный осадок, вино старались разливать по непрозрачным бутылкам. 
Высокие шпалеры считались необходимыми для предотвращения загнивания гроздей, ибо для региона Минью характерен высокий по португальским меркам уровень осадков. В начале XX века распространение кукурузы вытеснило виноград на закраинки полей, где лозы приходилось подвязывать к изгородям и деревьям. Для сбора урожая традиционно использовались высокие лестницы. 
Хотя наиболее раннее документальное свидетельство экспорта этого вина в Англию датируется 1788 годом, реально спрос на винью-верде за пределами Португалии сформировался в 1990-е годы. Чтобы угодить вкусам импортёров, виноделы перешли на белые сорта винограда и стали производить вина с более высоким содержанием алкоголя (11-12 %). Ферментация в бутылках стала считаться нежелательной и практически исчезла. Соответственно, отпала необходимость в бутылках из непрозрачного стекла. Использование сельскохозяйственной техники и внедрение современных методов виноградарства потребовало и отказа от высоких шпалер.
Зона производства (аппелласьон) Vinho Verde разделена на девять микрозон, различающихся как по терруару, так и по технологии виноделия. Наиболее долговечные вина изготавливаются из винограда сорта альваринью. В 1999 году в рамках аппелласьона было разрешено производство игристых вин. Стандартное «зелёное вино» формально не считается полуигристым, так как давление внутри бутылки не превышает 1 атм. С целью экономии времени и затрат «зелёные вина», как правило, подвергаются специальному газированию ещё до разлива в бутылки.

## Другие разновидности молодого вина
- Божоле-нуво
- Святомартинское вино